# 大眼拟海康吉鳗
大眼拟海康吉鳗（学名：Parabathymurus macrophthalmus）为康吉鳗科拟海康吉鳗属的鱼类。分布于台灣等。